# Batut

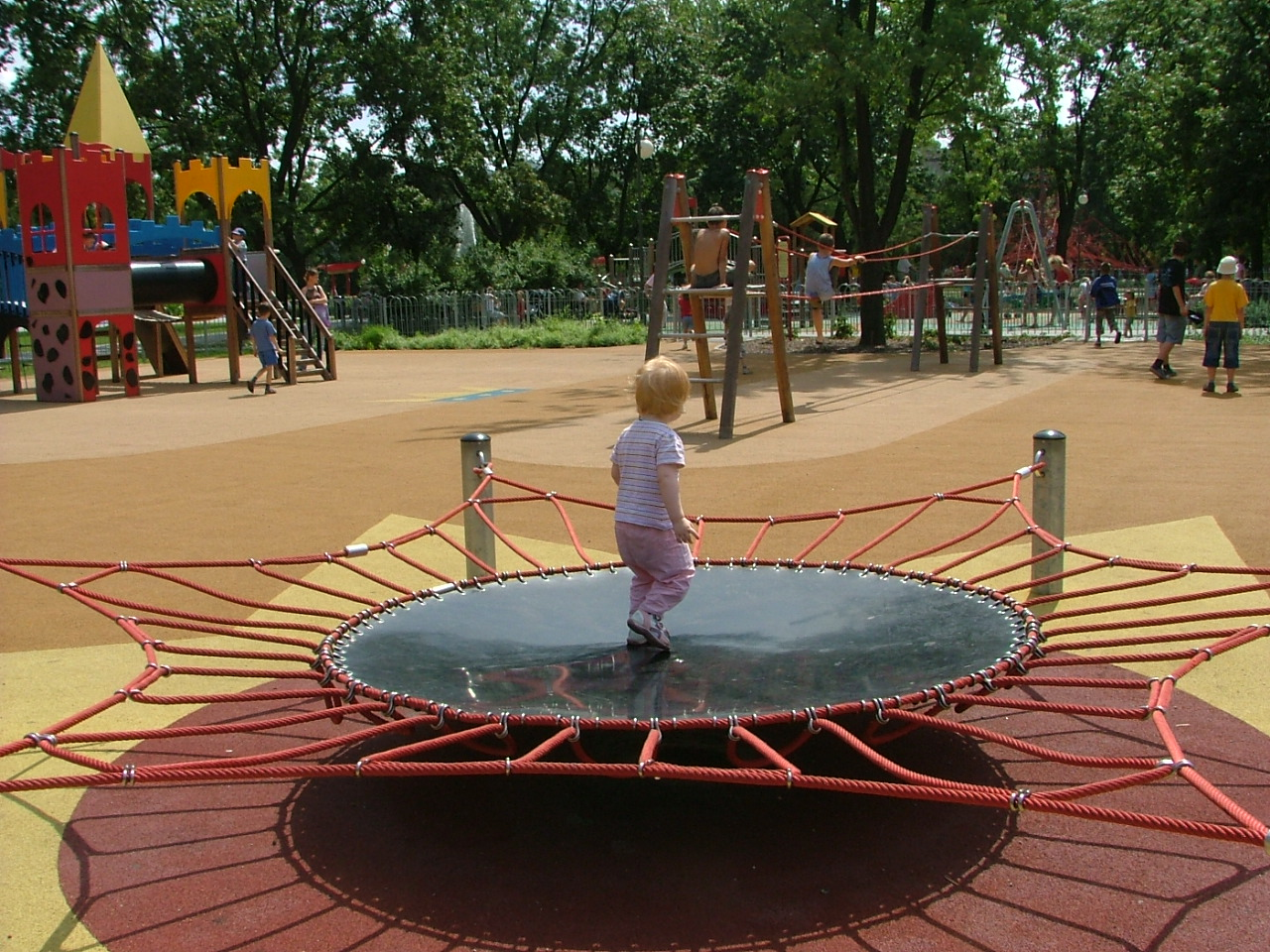
Batut przeznaczony dla dzieci, składający się z innych materiałów niż w definicji ze względu na bezpieczeństwo

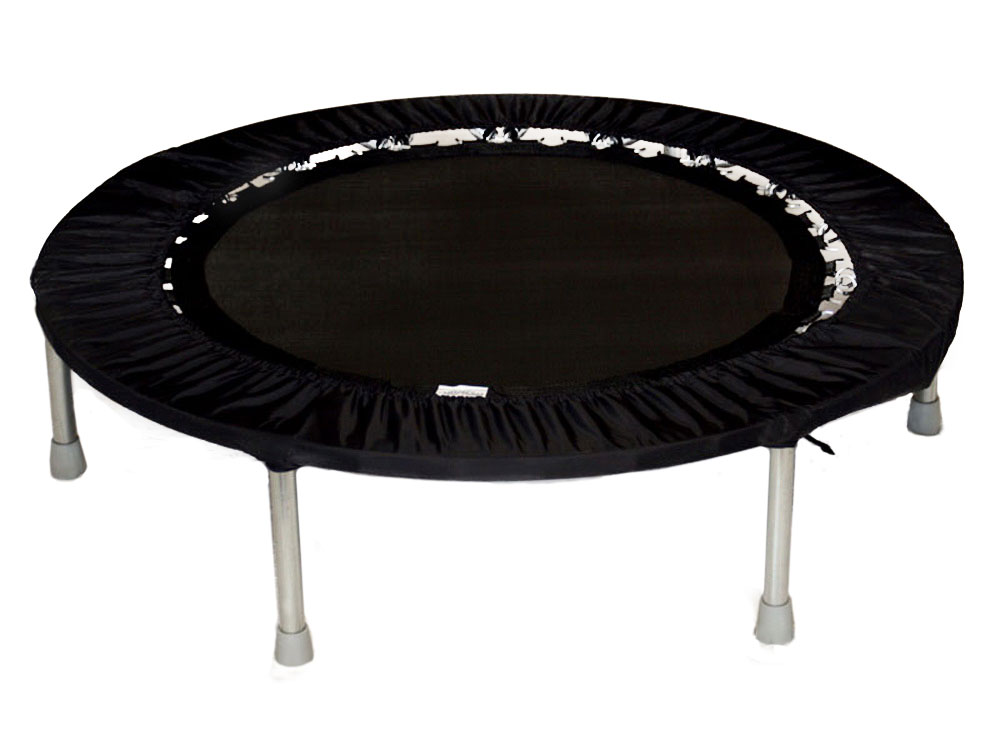
Trampolina przeznaczona do celów rekreacyjnych

Batut (również trampolina, w znaczeniu sport. odskocznia) – przyrząd gimnastyczny wykorzystywany do wykonywania wysokich skoków z akrobacjami. Składa się z poziomej metalowej ramy i rozpiętej na niej na wys. ok. 1 m od podłoża, sprężystej siatki. Wykorzystuje się go w cyrku, akrobatyce sportowej oraz podczas szkoleń skoczków spadochronowych. Istnieją również batuty z siatką zewnętrzną, która chroni użytkownika przed niekontrolowanym wypadnięciem. Z kolei specjalne mniejsze trampoliny służą do uprawiania jumping fitness.